# Kód stanice

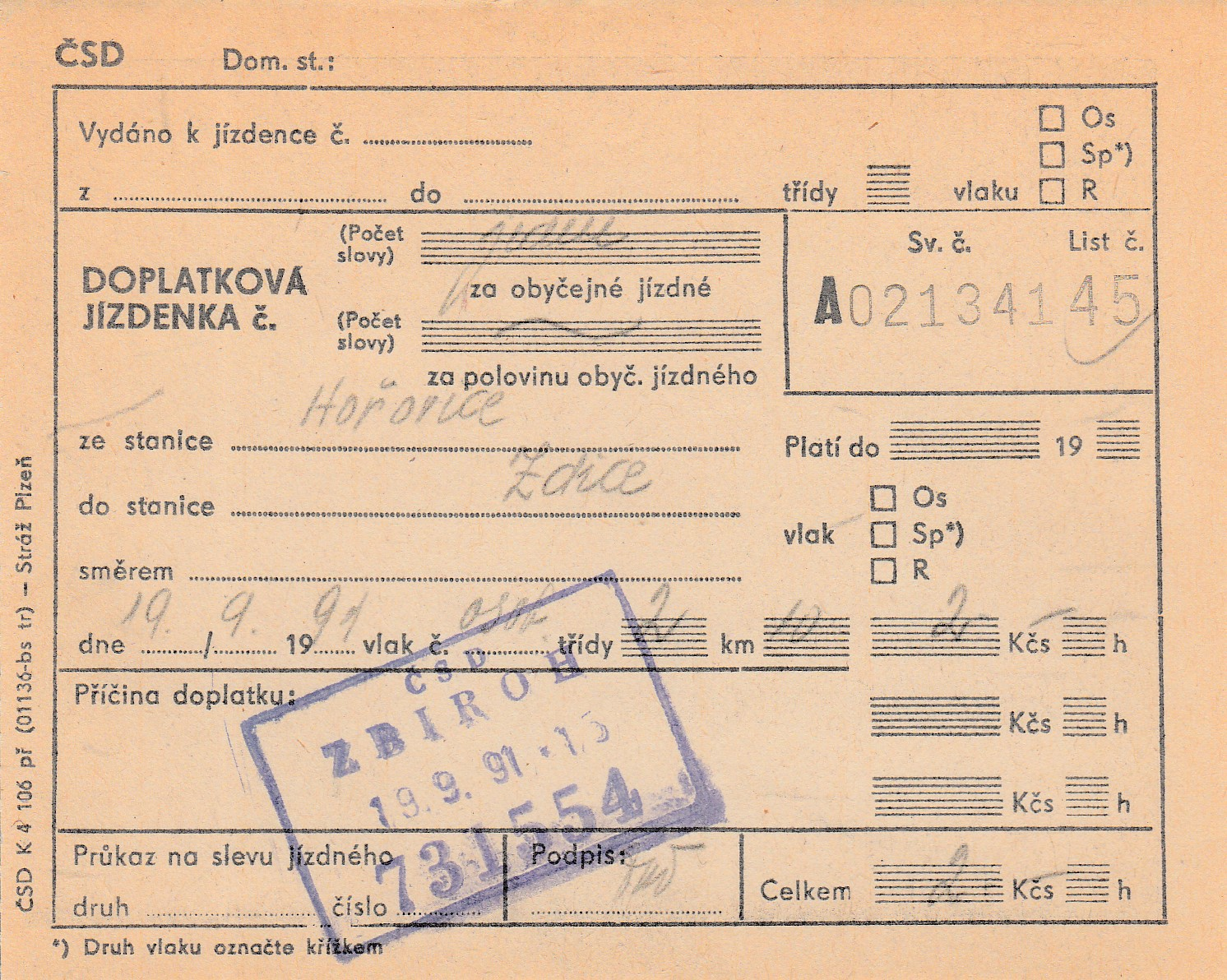
Razítko s kódem stanice Zbiroh

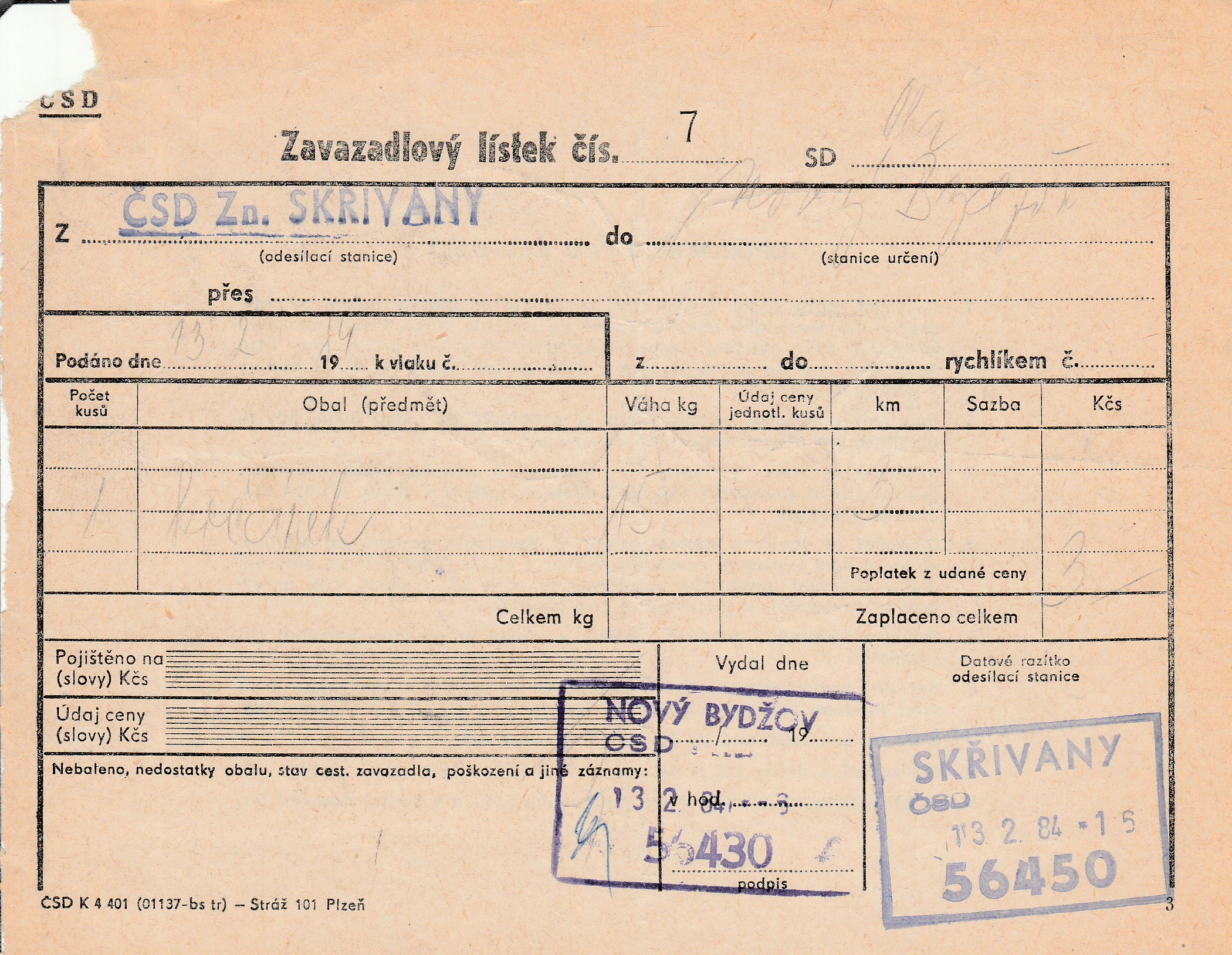
Starší pětimístné kódy bez kontrolní číslice (Skřivany a Nový Bydžov 1984)

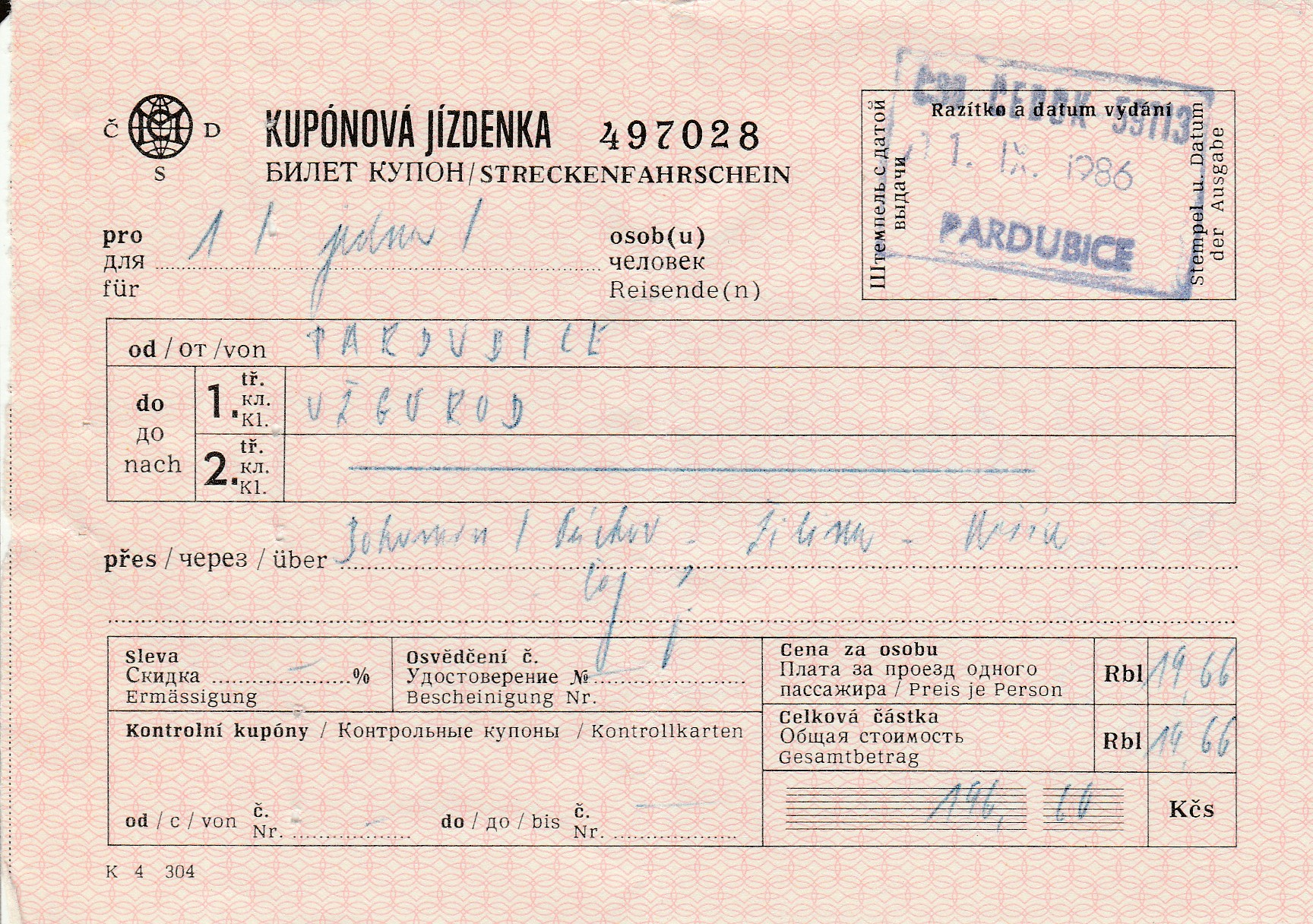
Tarifní místo s kódem 59113 (Čedok Pardubice 1986)

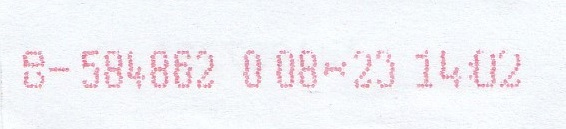
Otisk označovače jízdenek PID s kódem 584862 (Praha-Smíchov severní nástupiště)

Kód stanice  (evidenční číslo stanice) je jedinečné šestimístné číslo přidělené všem železničním stanicím, dopravně zajímavým a tarifním místům v Česku. Gestorem pro přidělování tohoto kódu je Správa železnic, postup je upraven služebním předpisem SR 70. Po zrušení „Místa“ nesmí být totéž evidenční číslo přiděleno opakovaně. Kód se používá také pro mezinárodní identifikaci stanice, kde se sedmiciferný identifikátor sestaví z předčíslí „54“ (kód Česka v číselníku zemí UIC) a prvních pěti číslic kódu stanice (šestá, kontrolní číslice se vynechá).

## Význam jednotlivých číslic
První číslice historicky vyjadřuje umístění stanice v příslušné oblasti na území ČR:
- 3 – Morava a Slezsko
- 5 – východní, střední a severní Čechy a hlavní město Praha
- 7 – západní a jižní Čechy
- 0 – styčné stanice

Druhá číslice označuje druh stanice: 
- 0 – pohraniční body, stanice cizí železnice a styčné stanice,
- 1 – zastávky náhradní autobusové dopravy,
- 2 – říční přístavy a překladiště,
- 3 až 8  – železniční stanice a dopravně zajímavá místa
- 9 – tarifní místa

Třetí, čtvrtá a pátá číslice označují konkrétní evidenční číslo stanice v určité územní oblasti. 
Číslice 9 jako třetí číslice evidenčního čísla stanice v kombinaci s číslicí 0 jako druhé číslice čísla stanice označuje stanici cizí železnice, z technických a evidenčních důvodů používanou ve vnitrostátní přepravě.

### Kontrolní číslice
Šestá číslice je kontrolní a pomocí ní je možno kontrolovat správný přenos standardního čísla, případně dopočítat nečitelnou nebo chybějící číslici. Její výpočet probíhá stejně jako u železničních vozidel Luhnovým algoritmem, jak je stanoveno vyhláškou UIC číslo 913. V některých případech se však pro označení stanice používá jen prvních pět cifer bez kontrolní číslice.
Číslice na lichých místech (1., 3. a 5.) se vynásobí dvěma, číslice na sudých místech se ponechají beze změny; pokud někde vynásobením dvěma vzniklo dvoumístné číslo, nahradí se ciferným součtem, všechny výsledné číslice se sečtou, součet se odečte od nejbližšího vyššího čísla dělitelného deseti, výsledkem je kontrolní číslice.
| číslice        | 3                      | 3                      | 6                      | 1                      | 2                      |
| × 2            | 6                      | 3                      | 12                     | 1                      | 4                      |
| ciferný součet | 6                      | 3                      | 3                      | 1                      | 4                      |
| celkem         | 6 + 3 + 3 + 1 + 4 = 17 | 6 + 3 + 3 + 1 + 4 = 17 | 6 + 3 + 3 + 1 + 4 = 17 | 6 + 3 + 3 + 1 + 4 = 17 | 6 + 3 + 3 + 1 + 4 = 17 |

Výsledná kontrolní číslice je rovna 20 − 17 = 3, takže celý kód je 336123